# Ariostea

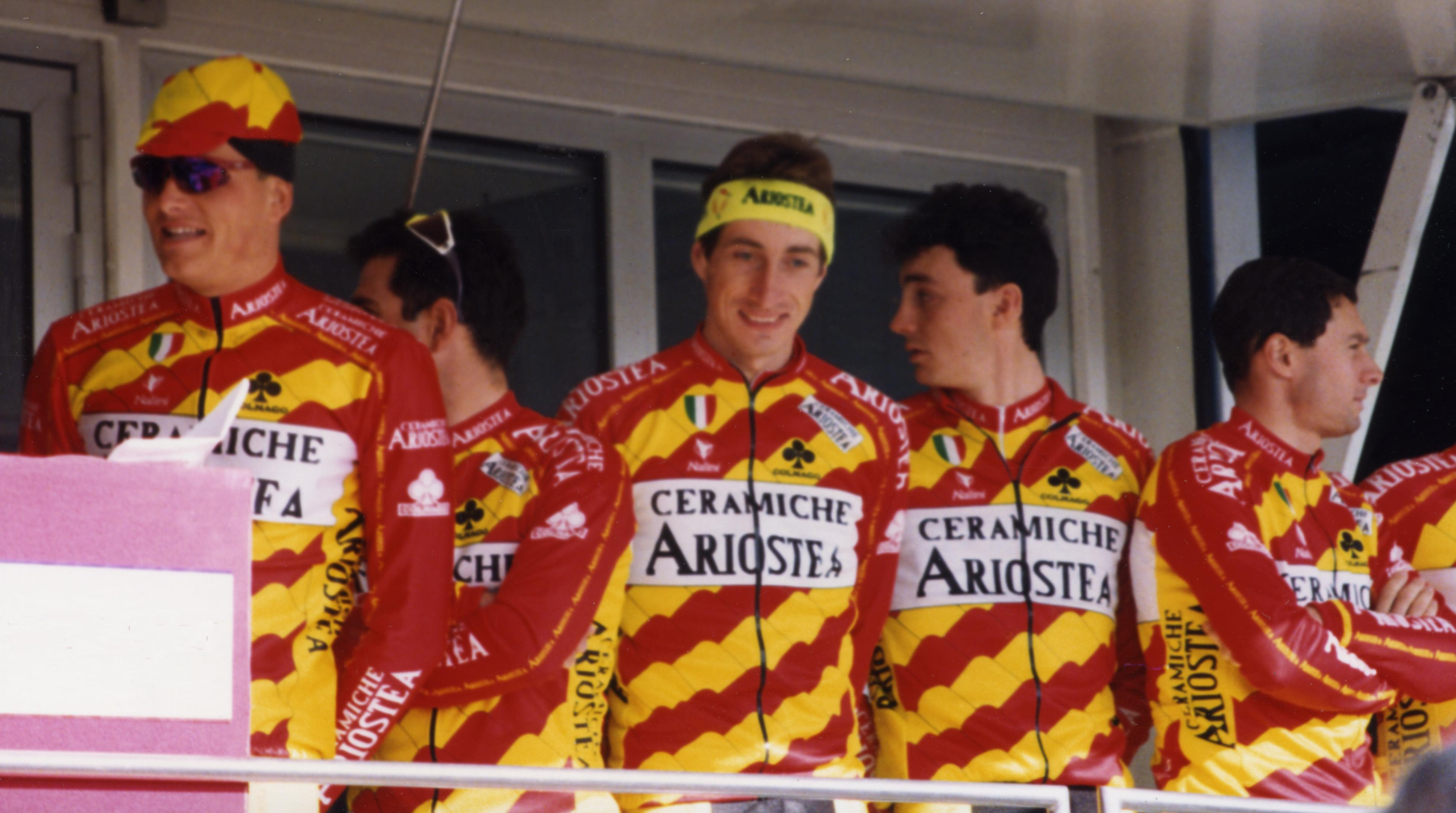
Ein Teil vom Team bei Paris-Nizza 1993.

Ariostea war von 1984 bis 1993 ein italienisches Radsportteam. Das Team wurde von Ariostea, einem italienischen Hersteller von Keramik aus Castellarano, Provinz Reggio Emilia (Region Emilia-Romagna), gesponsert.

## Geschichte
Der damalige Chef von Ariostea Oriello Pederzoli investierte in das Team, welches von Giorgio Vannucci geleitet wurde. Erste kleine Erfolge wurden bei italienischen Straßenradrennen gefeiert.
Nach den ersten zwei Jahren wurde Giorgio Vannucci 1986 durch Giancarlo Ferretti ersetzt und ersten Erfolge die für erhöhte Aufmerksamkeit sorgten, stellten sich langsam ein. Dies waren beim Giro d’Italia 1986 der Etappensieg auf der 2. Etappe von Sergio Santimaria mit einem Tag im Maglia Rosa und der Etappensieg auf der 15. Etappe von Dag Erik Pedersen. In der Gesamtwertung beendete Alfio Vandi auf Platz 11, fast 13 Minuten hinter dem Sieger Roberto Visentini, den Giro d’Italia. Ein Jahr später folgte noch ein Etappensieg bei der Tour de Suisse
Zwischen 1987 und 1989 konnten das Team vor allem auf gute Ergebnisse durch Adriano Baffi, Rolf Sørensen, Bruno Cenghialta und Stephan Joho bauen.
Ab 1990 war das Team auf vielen Siegerlisten zu finden, unter anderem bei den Monumenten Flandern-Rundfahrt, Lüttich–Bastogne–Lüttich und Lombardei-Rundfahrt. Aber auch bei anderen wichtigen Rennen wie z. B. La Flèche Wallonne oder der Coppa Sabatini wurden gewonnen.
Bei den großen Radrundfahrten stand vor allem, als italienisches Radsportteam der Giro d’Italia im Vordergrund, aber Siege bei der Tour de France oder bei der Tour de Suisse wurden auch gefeiert errungen, 1992 und 1993 sogar den Sieg der Tour de Suisse 1992 und 1993.
Als eines der letzten Rennen absolvierte das Team die Lombardei-Rundfahrt 1993, bei der Pascal Richard zeitgleich vor Giorgio Furlan gewann und dem Team den letzten Sieg bescherte.

## Erfolge
| 1986 - zwei Etappen Giro d’Italia 1987 - eine Etappe Tour de Suisse 1988 - eine Etappe Giro d’Italia - drei Etappen Tour de Suisse - Gesamtwertung und eine Etappe Schwaben Bräu Cup 1989 - eine Etappe Paris-Nizza - zwei Etappen Drei Tage von De Panne - eine Etappe Giro d’Italia 1990 - Flandern-Rundfahrt - La Flèche Wallonne - zwei Etappen Giro d’Italia - eine Etappe Tour de France - eine Etappe Tour de Suisse - Gesamtwertung und eine Etappe Schwaben Bräu Cup - Coppa Sabatini - zwei Etappen Belgien-Rundfahrt - Gesamtwertung und eine Etappe Settimana Siciliana | 1991 - La Flèche Wallonne - Lüttich–Bastogne–Lüttich - drei Etappen Giro d’Italia - eine Etappe Tour de Suisse - vier Etappen Tour de France 1992 - Gesamtwertung und zwei Etappen Mittelmeer-Rundfahrt - eine Etappe Paris-Nizza - drei Etappen Tirreno–Adriatico - La Flèche Wallonne - zwei Etappen Giro d’Italia - eine Etappe Tour de France - Gesamtwertung und eine Etappe Tour de Suisse - Gesamtwertung und zwei Etappen Hofbräu Cup - Paris-Brüssel - Settimana Internazionale 1993 - eine Etappe Criterium International - Amstel Gold Race - Gesamtwertung und eine Etappe Tour de Romandie - vier Etappen Giro d’Italia - Gesamtwertung und drei Etappen Tour de Suisse - eine Etappe Tour de France - Lombardei-Rundfahrt |

## Bekannte ehemalige Fahrer
| - Moreno Argentin (1990–1991) - Rolf Gölz (1991–1992) - Rolf Sørensen (1988–1992) - Giorgio Furlan (1991–1993) | - Stephan Joho (1988–1990) - Marco Saligari (1987–1993) - Adriano Baffi (1989–1992) - Rolf Järmann (1992–1993) | - Davide Cassani (1990–1993) - Bjarne Riis (1992–1993) - Massimiliano Lelli (1990–1993) - Pascal Richard (1993) |